# هایما اف۷
هایما اف۷ یک مینی‌ون است که توسط خودروساز چینی هایما ساخته شده‌است.

## بررسی اجمالی

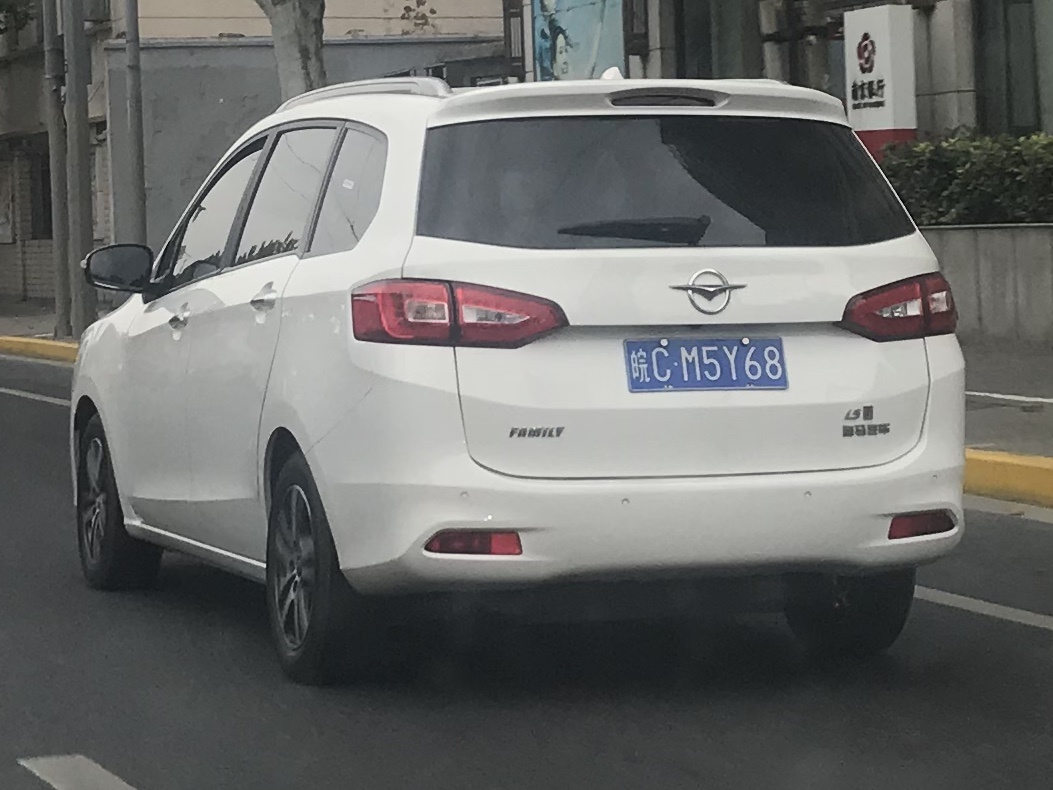
هایما اف۷ (عقب)

هایما وی۲۰ با قیمتی از ۷۹۸۰۰ یوان تا ۱۲۹۸۰۰ یوان به فروش می‌رسد. هایما اف۷ از یک موتور ۲٫۰ لیتری با قدرت ۱۵۲ اسب بخار قدرت و ۱۸۵ نیوتن‌متر گشتاور و یک موتور ۱٫۵ لیتری توربو با ۱۵۶ اسب بخار قدرت و ۲۲۰ نیوتن‌متر گشتاور استفاده می‌کند. دو نوع جعبه‌دنده شامل یک جعبه‌دنده شش سرعته دستی یا یک جعبه‌دنده شش سرعته خودکار برای هایما اف۷ تولید شد. نام این خودرو در سال ۲۰۱۷ به هایما فمیلی اف۷ تغییر یافت تا زیر مجموعه محصولات فمیلی قرار گیرد.